# Качуа (город, Чандпур)
Качуа (бенг. কচুয়া, англ. Kachua) — город на востоке Бангладеш, административный центр одноимённого подокруга. Площадь города равна 6,04 км². По данным переписи 2001 года, в городе проживало 21 695 человек, из которых мужчины составляли 50,07 %, женщины — соответственно 49,93 %. Плотность населения равнялась 3592 чел. на 1 км². Уровень грамотности населения составлял 40,2 % (при среднем по Бангладеш показателе 43,1 %). 